# کاتارینا سوئوری
کاتارینا سوئوری (فنلاندی: Katariina Souri؛ زادهٔ ۲۷ اکتبر ۱۹۶۸) روزنامه‌نگار، مدل، پلی‌میت پلی‌بوی، نویسنده و فیلم‌نامه‌نویس اهل فنلاند است.
از فیلم‌هایی که وی در آن‌ها نقش داشته است، می‌توان به وارس: راه مردان درستکار اشاره نمود.
وی همچنین برندهٔ جوایزی همچون پلی‌میت شده‌است.